# Iliza Shlesinger

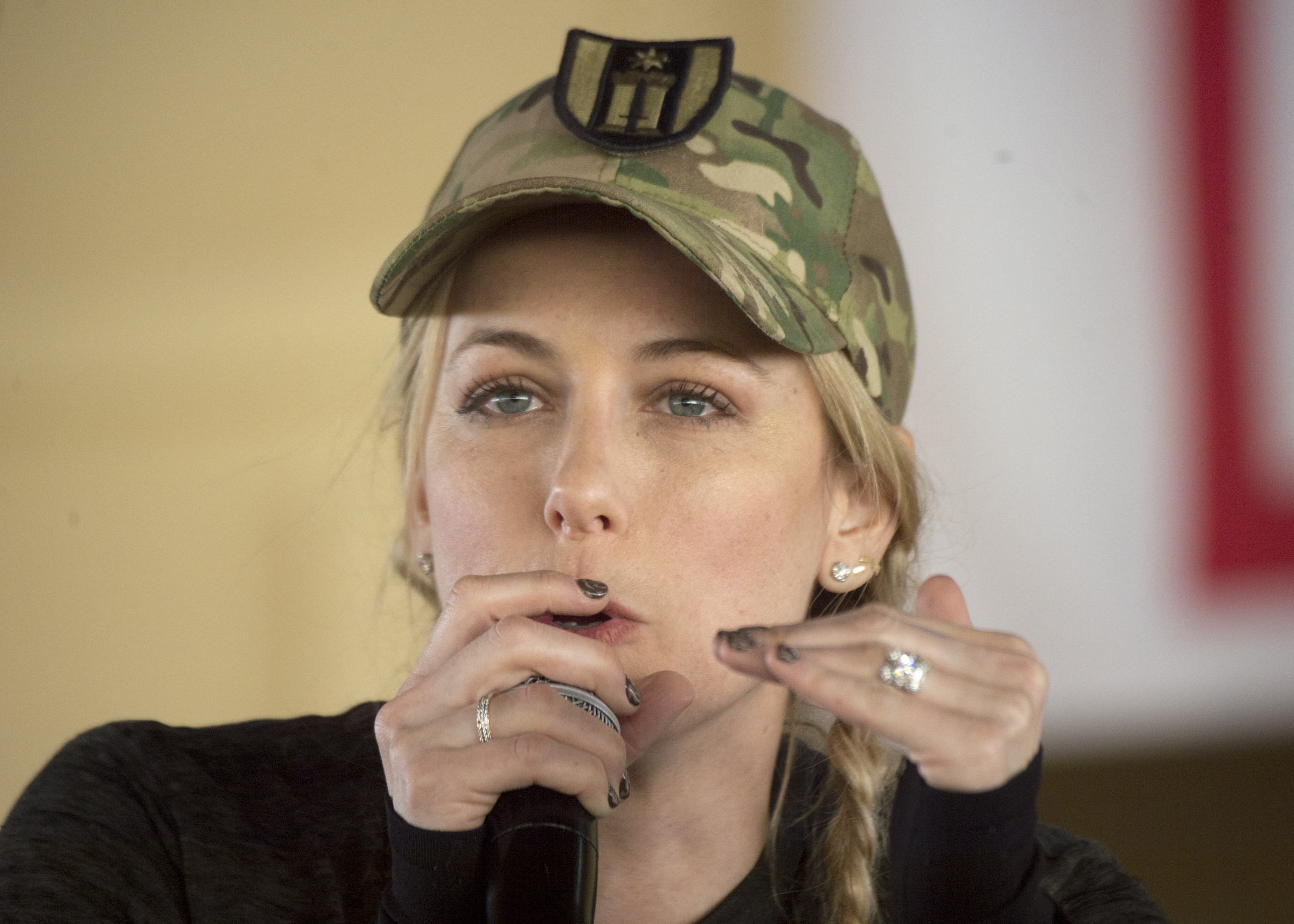
Iliza Shlesinger, den 25 december 2017.

Iliza Vie Shlesinger, född 22 februari 1983 på Manhattan i New York, är en amerikansk ståuppkomiker, skådespelare och programledare på TV. Hon vann den sjätte säsongen av det amerikanska realityprogrammet Last Comic Standing, som sändes på TV-kanalen NBC under våren 2008. Hon har sedan dess bland annat släppt sex komedispecialer på Netflix, samt den egna komediserien The Iliza Shlesinger Sketch Show, som hade premiär på samma plattform i april 2020.

## Biografi
Shlesinger, som är av judisk familjebakgrund, föddes på Manhattan i New York, men flyttade som liten till Dallas i Texas, där hon växte upp. Hon gick på privatskolan Greenhill School i staden Addison norr om centrala Dallas, där hon både studerade spanska och deltog i skolans improvisationslag. Hon studerade ett år vid University of Kansas och flyttade sedan över till Emerson College i Boston i Massachusetts där hon studerade film.
Shlesinger gifte sig med kocken Noah Galuten under en judisk ceremoni i Los Angeles, den 12 maj 2018. Tillsammans har makarna en dotter född 2022 och en son född 2024.

## Videoarbeten (i urval)

### Komedispecialer
- 2016 – Confirmed Kills
- 2018 – Elder Millennial
- 2019 – Unveiled

### TV-serier
- 2017 – Girlboss (TV-serie)
- 2020 – The Iliza Shlesinger Sketch Show (TV-serie)
- 2020 – Robot Chicken (TV-serie) (röstroll)
- 2021 – Bosch (TV-serie)
- 2022 – Dollface (TV-serie)
- 2022 – Jeopardy! (TV-serie) (amerikanska kändisversionen)
- 2023 – The Righteous Gemstones (TV-serie)

### Filmer
- 2013 – Paradise
- 2018 – Instant Family
- 2020 – Spenser Confidential
- 2020 – Pieces of a Woman
- 2021 – Good on Paper
- 2021 – Supercool